# Saison 1995-1996 du Stade rennais FC
Maillots
Chronologie
Saison précédente Saison suivante
La saison 1995-1996 du Stade rennais football club débute le 19 juillet 1995 avec la première journée du Championnat de France de Division 1, pour se terminer le 18 mai 1996 avec la dernière journée de cette même compétition.
Le Stade rennais FC est également engagé en Coupe de France et en Coupe de la Ligue.

## Résumé de la saison
Après une première saison réussie parmi l'élite, le Stade rennais de Michel Le Milinaire doit confirmer en 1995-1996. Pendant l'été, le club doit pourtant se résoudre à laisser partir Jocelyn Gourvennec, recruté par le voisin nantais tout juste sacré champion de France. Le départ du jeune finistérien, grand espoir du club dans lequel il était devenu incontournable, est compensé par l'arrivée d'un joueur nantais en la personne de Stéphane Ziani, prêté la saison précédente par le club ligérien au SC Bastia. Le Stade rennais s'escrime principalement à réduire la taille de son effectif, et les départs conjugués de Michel Sorin, Jean-Luc Ribar et Pascal Rousseau sonnent comme la fin d'une époque. Rousseau parti, Rousset poussé vers la sortie n'ayant pas convaincu, le SRFC renouvelle entièrement le poste de gardien : Goran Pandurović arrive, et le jeune Tony Heurtebis, issu du centre de formation, est promu en équipe première. 
Heurtebis ne sera pas le seul dans cette situation, puisque de nombreux jeunes joueurs viennent renouveler l'effectif. C'est ainsi que Gwenaël Corbin, Ousmane Dabo, Benoît Le Bris et Mikaël Silvestre feront leurs premiers pas chez les professionnels en cette saison. Enfin, un attaquant guyanais est également recruté et fait ses premiers pas en métropole : il se nomme Jean-Claude Darcheville. Dernière recrue, plus expérimentée celle-là, le défenseur international Jean-Pierre Cyprien pose finalement ses valises en Bretagne, le Torino n'ayant pas levé son option d'achat. On notera enfin que le milieu de terrain Sébastien Pérez aurait également dû rejoindre le SRFC, mais après une longue bataille administrative, le joueur sera finalement contraint de rester dans son club formateur, l'AS Saint-Étienne.
Le début de saison rennais est contrasté, l'équipe, impériale à domicile, étant systématiquement défaite à l'extérieur. Fin septembre, les Bretons sont déjà confortablement installés dans le « ventre mou » du championnat, et semblent condamnés à se battre pour le maintien. À partir d'octobre, si le SRFC ne gagne pas plus loin de ses bases, les défaites se transforment en matchs nuls, ce qui a pour conséquence de voir les « Rouge et Noir » entamer une remontée qui les conduit à occuper la huitième place du classement fin novembre, à l'issue des matchs aller. Trop peu performants à l'extérieur, ils ne pourront jamais prétendre à mieux, mais leurs bons résultats à domicile leur permet d'assurer un confortable maintien. Finalement, comme à mi-parcours, c'est la huitième place que le Stade rennais parvient à conquérir, le meilleur résultat du club depuis 1966 ! Qualifié grâce à cette performance pour la Coupe Intertoto, le SRFC retrouvera une scène européenne sur laquelle il n'a évolué qu'en 1965-1966 et 1971-1972.

## Transferts en 1995-1996
| Nom                     | Nationalité    | Provenance/Destination           |
| Arrivées                |                |                                  |
| Gwenaël Corbin          | France         | Formé au club                    |
| Ousmane Dabo            | France         | Formé au club                    |
| Jean-Claude Darcheville | France         | US Sinnamary                     |
| Tony Heurtebis          | France         | Formé au club                    |
| Benoît Le Bris          | France         | Formé au club                    |
| Goran Pandurović        | RF Yougoslavie | FK Partizan Belgrade             |
| Mikaël Silvestre        | France         | Formé au club                    |
| Stéphane Ziani          | France         | FC Nantes Atlantique             |
| Départs                 |                |                                  |
| Frédéric Adam           | France         | La Berrichonne de Châteauroux    |
| Émerick Darbelet        | France         | Le Mans UC (transfert définitif) |
| Jocelyn Gourvennec      | France         | FC Nantes Atlantique             |
| Nikolaï Iliev           | Bulgarie       | arrêt                            |
| Cyril L'Helgouach       | France         | La Berrichonne de Châteauroux    |
| Samuel Michel           | France         | Stade Malherbe de Caen (prêt)    |
| Christophe Ohrel        | Suisse         | Servette FC (retour de prêt)     |
| Jean-Luc Ribar          | France         | arrêt                            |
| Sylvain Ripoll          | France         | FC Lorient                       |
| Pascal Rousseau         | France         | US Créteil                       |
| Gilles Rousset          | France         | Heart of Midlothian FC           |
| Michel Sorin            | France         | arrêt                            |
| Jean-Luc Vasseur        | France         | AS Saint-Étienne                 |

## L'effectif de la saison
| Poste¹ | Nat.² | Nom                     | Naissance         | Sélection³ | Championnat | Championnat | Coupe France | Coupe France | Coupe Ligue | Coupe Ligue | Total Saison | Total Saison |
| Poste¹ | Nat.² | Nom                     | Naissance         | Sélection³ | M           | But inscrit | M            | But inscrit  | M           | But inscrit | M            | But inscrit  |
| ------ | ----- | ----------------------- | ----------------- | ---------- | ----------- | ----------- | ------------ | ------------ | ----------- | ----------- | ------------ | ------------ |
| A      | FRA   | Pierre-Yves André       | 14 mai 1974       | -          | 36          | 6           | 1            | 0            | 2           | 0           | 39           | 6            |
| D      | FRA   | Patrice Carteron        | 30 juillet 1970   | -          | 35          | 2           | 1            | 0            | 1           | 0           | 37           | 2            |
| M      | FRA   | Gwenaël Corbin          | 21 août 1974      | -          | 1           | 0           | 0            | 0            | 0           | 0           | 1            | 0            |
| D      | FRA   | Jean-Pierre Cyprien     | 12 février 1969   | A          | 32          | 3           | 1            | 0            | 2           | 0           | 35           | 3            |
| M      | FRA   | Ousmane Dabo            | 8 février 1977    | -          | 5           | 0           | 1            | 0            | 1           | 0           | 7            | 0            |
| D      | FRA   | Olivier Dall'Oglio      | 16 mai 1964       | -          | 16          | 0           | 1            | 0            | 1           | 0           | 18           | 0            |
| A      | FRA   | Jean-Claude Darcheville | 25 juillet 1975   | -          | 10          | 1           | 0            | 0            | 0           | 0           | 10           | 1            |
| D      | FRA   | François Denis          | 14 mai 1964       | -          | 30          | 1           | 1            | 0            | 2           | 0           | 33           | 1            |
| D      | FRA   | Pascal Fugier           | 22 septembre 1968 | -          | 36          | 0           | 1            | 0            | 1           | 0           | 38           | 0            |
| A      | SUI   | Marco Grassi            | 8 août 1968       | A          | 27          | 11          | 0            | 0            | 1           | 1           | 29           | 12           |
| G      | FRA   | Tony Heurtebis          | 15 janvier 1975   | -          | 8           | 0           | 0            | 0            | 0           | 0           | 8            | 0            |
| M      | FRA   | Laurent Huard           | 26 août 1973      | -          | 33          | 1           | 0            | 0            | 2           | 0           | 35           | 1            |
| D      | DEN   | Brian Jensen            | 23 avril 1968     | A          | 24          | 0           | 0            | 0            | 2           | 0           | 26           | 0            |
| M      | FRA   | Loïc Lambert            | 25 octobre 1966   | -          | 32          | 1           | 1            | 0            | 1           | 0           | 34           | 1            |
| A      | FRA   | Benoît Le Bris          | 1er décembre 1976 | -          | 4           | 0           | 1            | 0            | 1           | 0           | 6            | 0            |
| D      | FRA   | Régis Le Bris           | 6 décembre 1975   | -          | 13          | 0           | 0            | 0            | 0           | 0           | 13           | 0            |
| M      | FRA   | Ulrich Le Pen           | 23 janvier 1974   | -          | 28          | 0           | 1            | 0            | 0           | 0           | 29           | 0            |
| A      | FRA   | David Merdy             | 19 décembre 1975  | -          | 5           | 0           | 1            | 1            | 1           | 0           | 7            | 1            |
| G      | YUG   | Goran Pandurović        | 16 juillet 1963   | A          | 31          | 0           | 1            | 0            | 2           | 0           | 34           | 0            |
| D      | FRA   | Mikaël Silvestre        | 9 août 1977       | -          | 1           | 0           | 0            | 0            | 0           | 0           | 1            | 0            |
| M      | FRA   | Jean-Christophe Thomas  | 16 octobre 1964   | -          | 27          | 0           | 0            | 0            | 2           | 0           | 29           | 0            |
| A      | FRA   | David Voisin            | 12 octobre 1975   | -          | 3           | 0           | 0            | 0            | 1           | 0           | 4            | 0            |
| A      | FRA   | Sylvain Wiltord         | 10 mai 1974       | -          | 37          | 15          | 1            | 0            | 2           | 3           | 40           | 18           |
| M      | FRA   | Stéphane Ziani          | 9 décembre 1972   | -          | 37          | 1           | 1            | 0            | 2           | 0           | 40           | 1            |

- 1 : G, Gardien de but ; D, Défenseur ; M, Milieu de terrain ; A, Attaquant</dib>
- 2 : Nationalité sportive, certains joueurs possédant une double-nationalité</dib>
- 3 : sélection la plus élevée obtenue</dib>

## Les rencontres de la saison

### Liste
| Match | Date         | Compétition       | Tour        | Adversaire            | Lieu ¹ | Score | Class. | Buteurs pour le Stade rennais |
| ----- | ------------ | ----------------- | ----------- | --------------------- | ------ | ----- | ------ | ----------------------------- |
| 1     | 19 juillet   | Division 1        | 1           | Monaco                | E      | 1–3   | 17     | Grassi                        |
| 2     | 26 juillet   | Division 1        | 2           | Cannes                | D      | 3–2   | 11     | André Huard Cyprien           |
| 3     | 5 août       | Division 1        | 3           | Montpellier           | E      | 1-3   | 13     | Wiltord                       |
| 4     | 9 août       | Division 1        | 4           | Le Havre              | D      | 1–0   | 10     | Grassi                        |
| 5     | 19 août      | Division 1        | 5           | Strasbourg            | E      | 1–3   | 13     | Wiltord                       |
| 6     | 26 août      | Division 1        | 6           | Lyon                  | D      | 1-0   | 11     | Grassi                        |
| 7     | 29 août      | Division 1        | 7           | Lens                  | E      | 0–1   | 14     |                               |
| 8     | 10 septembre | Division 1        | 8           | Metz                  | E      | 0–0   | 13     |                               |
| 9     | 16 septembre | Division 1        | 9           | Martigues             | D      | 1–3   | 14     | Grassi                        |
| 10    | 22 septembre | Division 1        | 10          | Auxerre               | E      | 1–2   | 14     | Darcheville                   |
| 11    | 30 septembre | Division 1        | 11          | Bastia                | D      | 2–0   | 13     | Wiltord Lambert               |
| 12    | 4 octobre    | Division 1        | 12          | Paris SG              | E      | 1-1   | 13     | André                         |
| 13    | 14 octobre   | Division 1        | 13          | Lille                 | D      | 3-1   | 12     | Cyprien Wiltord               |
| 14    | 21 octobre   | Division 1        | 14          | Bordeaux              | E      | 0-0   | 13     |                               |
| 15    | 27 octobre   | Division 1        | 15          | Nice                  | D      | 1–0   | 11     | André                         |
| 16    | 4 novembre   | Division 1        | 16          | Saint-Étienne         | E      | 0–0   | 11     |                               |
| 17    | 7 novembre   | Division 1        | 17          | Guingamp              | D      | 3-0   | 10     | Grassi                        |
| 18    | 18 novembre  | Division 1        | 18          | Nantes                | E      | 2-2   | 11     | Grassi                        |
| 19    | 25 novembre  | Division 1        | 19          | Gueugnon              | D      | 2-1   | 8      | André Ziani                   |
| 20    | 1er décembre | Division 1        | 20          | Cannes                | E      | 0–3   | 11     |                               |
| 21    | 9 décembre   | Division 1        | 21          | Montpellier           | D      | 1-1   | 11     | Wiltord                       |
| 22    | 13 décembre  | Coupe de la ligue | 1/16 finale | Louhans-Cuiseaux (D2) | D      | 2-0   | 2-0    | Wiltord                       |
| 23    | 16 décembre  | Division 1        | 22          | Le Havre              | E      | 0-0   | 11     |                               |
| 24    | 6 janvier    | Coupe de la ligue | 1/8 finale  | Le Havre              | D      | 2-4   | 2-4    | Grassi Wiltord                |
| 25    | 10 janvier   | Division 1        | 23          | Strasbourg            | D      | 0-0   | 10     |                               |
| 26    | 13 janvier   | Coupe de France   | 1/32 finale | Nancy (D2)            | D      | 1-2   | 1-2    | Merdy                         |
| 27    | 20 janvier   | Division 1        | 24          | Lyon                  | E      | 2–2   | 11     | Anselmini (csc) André         |
| 28    | 27 janvier   | Division 1        | 25          | Lens                  | D      | 2-1   | 9      | Cyprien André                 |
| 29    | 10 février   | Division 1        | 26          | Martigues             | E      | 2-1   | 9      | Wiltord                       |
| 30    | 17 février   | Division 1        | 27          | Auxerre               | D      | 2–1   | 9      | Wiltord Grassi                |
| 31    | 2 mars       | Division 1        | 28          | Paris SG              | D      | 0–1   | 8      |                               |
| 32    | 9 mars       | Division 1        | 29          | Lille                 | E      | 0-0   | 8      |                               |
| 33    | 16 mars      | Division 1        | 30          | Metz                  | D      | 0–0   | 9      |                               |
| 34    | 23 mars      | Division 1        | 31          | Bordeaux              | D      | 4–3   | 9      | Carteron Wiltord Dogon (csc)  |
| 35    | 30 mars      | Division 1        | 32          | Nice                  | E      | 0-0   | 7      |                               |
| 36    | 5 avril      | Division 1        | 33          | Bastia                | E      | 0-0   | 8      |                               |
| 37    | 9 avril      | Division 1        | 34          | Saint-Étienne         | D      | 3–0   | 7      | Wiltord Grassi                |
| 38    | 20 avril     | Division 1        | 35          | Guingamp              | E      | 0–0   | 7      |                               |
| 39    | 27 avril     | Division 1        | 36          | Nantes                | D      | 2-2   | 7      | Denis Wiltord                 |
| 40    | 11 mai       | Division 1        | 37          | Gueugnon              | E      | 0-1   | 8      |                               |
| 41    | 18 mai       | Division 1        | 38          | Monaco                | D      | 2–3   | 8      | Wiltord                       |

- 1 N : terrain neutre ; D : à domicile ; E : à l'extérieur ; drapeau : pays du lieu du match international</dib>

## Bilan des compétitions
| Compétition       | Vainqueur final | Débute au tour | Place ou tour final | Première rencontre | Dernière rencontre | Nombre |
| ----------------- | --------------- | -------------- | ------------------- | ------------------ | ------------------ | ------ |
| Division 1        | AJ Auxerre      | 1re journée    | 8e                  | 19 juillet 1995    | 18 mai 1996        | 38     |
| Coupe de la ligue | FC Metz         | 1/16 de finale | 1/8 de finale       | 13 décembre 1995   | 6 janvier 1996     | 2      |
| Coupe de France   | AJ Auxerre      | 1/32 de finale | 1/32 de finale      | 13 janvier 1996    | 13 janvier 1996    | 1      |

### Division 1

#### Classement
| Rang | Équipe      | Pts | J  | G  | N  | P  | Bp | Bc | Diff |
| ---- | ----------- | --- | -- | -- | -- | -- | -- | -- | ---- |
| 5    | Lens        | 63  | 38 | 16 | 15 | 7  | 45 | 31 | +14  |
| 6    | Montpellier | 60  | 38 | 17 | 8  | 12 | 51 | 40 | +11  |
| 7    | Nantes      | 55  | 38 | 14 | 13 | 11 | 44 | 42 | +2   |
| 8    | Rennes      | 54  | 38 | 13 | 15 | 10 | 44 | 41 | +3   |
| 9    | Strasbourg  | 54  | 38 | 14 | 12 | 12 | 46 | 44 | +2   |
| 10   | Guingamp    | 53  | 38 | 13 | 14 | 11 | 34 | 33 | +1   |
| 11   | Lyon        | 48  | 38 | 10 | 18 | 10 | 41 | 41 | 0    |

#### Résultats
| Total | Total | Total | Total | Total | Total | Total | Total | Domicile | Domicile | Domicile | Domicile | Domicile | Domicile | Extérieur | Extérieur | Extérieur | Extérieur | Extérieur | Extérieur |
| J     | G     | N     | P     | Bp    | Bc    | Diff  | Pts   | G        | N        | P        | Bp       | Bc       | Diff     | G         | N         | P         | Bp        | Bc        | Diff      |
| ----- | ----- | ----- | ----- | ----- | ----- | ----- | ----- | -------- | -------- | -------- | -------- | -------- | -------- | --------- | --------- | --------- | --------- | --------- | --------- |
| 38    | 13    | 15    | 10    | 44    | 41    | +3    | 54    | 12       | 4        | 3        | 33       | 19       | +14      | 1         | 11        | 7         | 11        | 22        | -11       |

#### Résultats par journée
| Journée   | 01 | 02 | 03 | 04 | 05 | 06 | 07 | 08 | 09 | 10 | 11 | 12 | 13 | 14 | 15 | 16 | 17 | 18 | 19 | 20 | 21 | 22 | 23 | 24 | 25 | 26 | 27 | 28 | 29 | 30 | 31 | 32 | 33 | 34 | 35 | 36 | 37 | 38 |
| --------- | -- | -- | -- | -- | -- | -- | -- | -- | -- | -- | -- | -- | -- | -- | -- | -- | -- | -- | -- | -- | -- | -- | -- | -- | -- | -- | -- | -- | -- | -- | -- | -- | -- | -- | -- | -- | -- | -- |
| Terrain   | E  | D  | E  | D  | E  | D  | E  | E  | D  | E  | D  | E  | D  | E  | D  | E  | D  | E  | D  | E  | D  | E  | D  | E  | D  | E  | D  | D  | E  | D  | D  | E  | E  | D  | E  | D  | E  | D  |
| Résultats | D  | V  | D  | V  | D  | V  | D  | N  | D  | D  | V  | N  | V  | N  | V  | N  | V  | N  | V  | D  | N  | N  | N  | N  | V  | V  | V  | D  | N  | N  | V  | N  | N  | V  | N  | N  | D  | D  |
| Points    | 0  | 3  | 3  | 6  | 6  | 9  | 9  | 10 | 10 | 10 | 13 | 14 | 17 | 18 | 21 | 22 | 25 | 26 | 29 | 29 | 30 | 31 | 32 | 33 | 36 | 39 | 42 | 42 | 43 | 44 | 47 | 48 | 49 | 52 | 53 | 54 | 54 | 54 |
| Place     | 17 | 11 | 13 | 10 | 13 | 11 | 14 | 13 | 14 | 14 | 13 | 13 | 12 | 13 | 11 | 11 | 10 | 11 | 8  | 11 | 11 | 11 | 10 | 11 | 9  | 9  | 9  | 8  | 8  | 9  | 9  | 7  | 8  | 7  | 7  | 7  | 8  | 8  |

Source : Liste des rencontres

Terrain : D = Domicile ; E = Extérieur. Résultat: D = Défaite ; N = Nul ; V = Victoire.